# Lijst van universiteiten in het Verenigd Koninkrijk
Dit is een lijst van universiteiten in het Verenigd Koninkrijk.
- Universiteit van Aberdeen - Aberdeen
- Universiteit van Birmingham
- Universiteit van Bristol
- Universiteit van Cambridge
- Universiteit van Cardiff - Cardiff
- Universiteit van Coventry
- Universiteit van Dundee - Dundee, Schotland
- Universiteit van Abertay Dundee - Dundee, Schotland
- Universiteit van Durham
- Universiteit van East Anglia - Norwich
- Universiteit van Edge Hill - Ormskirk
- Universiteit van Edinburgh
- Universiteit van Exeter
- Universiteit van Glamorgan - Cardiff
- Universiteit van Glasgow
- Universiteit van Huddersfield
- Universiteit van Keele - Keele
- Universiteit van Leeds - Leeds
- Leeds Beckett-universiteit
- Universiteit van Lincoln -Lincoln
- Universiteit van Liverpool
- Universiteit van Londen
  - City, University of London
  - Imperial College London
  - King's College London
  - London School of Economics
  - University College London
- Universiteit van Loughborough
- Universiteit van Manchester
- Universiteit van Middlesex - Londen
- De Montfort Universiteit - Leicester
- Napier Universiteit - Edinburgh
- Universiteit van Newcastle - Newcastle upon Tyne
- Universiteit van Nottingham - Nottingham
- The Open University - Milton Keynes
- Universiteit van Oxford
- Universiteit van Plymouth
- Universiteit van Portsmouth - Portsmouth
- Queen's Universiteit van Belfast - Belfast, Noord-Ierland
- Universiteit van Reading
- Universiteit van Salford - Salford
- Universiteit van Sheffield
- Universiteit van St Andrews - St Andrews, Schotland
- Universiteit van Stirling - Stirling, Schotland
- Universiteit van Sussex - Brighton
- Universiteit van Ulster - Belfast, Coleraine, Magee College in Derry, Jordanstown
- Universiteit van Warwick - Coventry
- Universiteit van York